# Чернявщенко Дем'ян
Чернявщенко (Чернявський, Чорний) Дем'ян, запорізький козак, повстанський ватажок. Брав участь у Коліївщині в загонах М. Залізняка, А. Журби і М. Швачки. З доручення керівництва гайдамаків вів переговори 1768 з київським генерал-губернатором Ф. Воєйковим про спільну боротьбу проти поляків. Підступно ним заарештований і засуджений на каторгу, звідки втік до Польщі, брав участь у повстанні О. Пуґачова 1773 — 75. Дальша доля невідома.